# L'Opération diabolique
Pour plus de détails, voir Fiche technique et Distribution.
L'Opération diabolique (Seconds) ou simplement Opération diabolique au Québec est un film américain réalisé par John Frankenheimer et sorti en 1966. Il s'agit d'une adaptation du roman Seconds de David Ely.
Le film suit Arthur Hamilton qui est un homme d'âge mûr, marié et travaillant dans une banque à un poste haut placé, qui s'ennuie de son existence. Un jour, il est approché par un ancien ami, qu'il croyait décédé, qui tente de le mettre en contact avec une compagnie qui promet d'offrir à ses clients une renaissance.
Il est présenté en compétition officielle au festival de Cannes 1966.

## Synopsis
Après avoir été approché par un homme qu'il ne connait pas à la gare, Arthur rentre chez lui l'air très anxieux et le soir, il reçoit un coup de téléphone de Charlie Evans, un ancien ami qu'il croyait mort depuis des années. Charlie, qui l'avait déjà appelé depuis quelques nuits auparavant, tente de le convaincre qu'il n'est pas mort et lui propose de se rendre à une adresse le lendemain. Hésitant, Arthur finit par accepter d'aller au rendez-vous, où se trouve une blanchisserie. De là, il est envoyé vers un abattoir, où il est mené dans un fourgon et convoyé jusque dans un bâtiment. Arthur est prié d'attendre dans un bureau, où il boit du thé avant de s'endormir. Il fait alors un rêve où il agresse sexuellement une jeune femme puis se réveille en sursaut. Décidant de partir, il cherche en vain une sortie de l'immeuble mais on le renvoie dans le bureau où le reçoit Ruby. Ce dernier lui explique qu'il peut s'engager dans un programme lui permettant de démarrer une nouvelle vie en échange de 30 000 dollars. Cet argent couvre entre autres les frais de chirurgie esthétique du faciès, de l'acquisition et la transformation d'un cadavre qui permet de simuler sa mort. N'acceptant pas tout de suite, son interlocuteur diffuse un court métrage, où Arthur se voit en train de simuler une tentative de viol sur une jeune femme, en réalité une de leurs collaboratrices et Ruby lui explique que son thé était drogué. Ne marchant toujours pas pour le convaincre, le créateur de la compagnie apparaît à son tour pour le faire prendre conscience que son existence n'est qu'un gigantesque gâchis tant pour lui que pour ses proches. Comprenant qu'il n'a pas d'attache solide dans sa vie actuelle, Arthur finit par signer le contrat.
S'ensuit la chirurgie esthétique qui change son visage, ce qui le rajeunit considérablement, puis Arthur doit suivre une période de rééducation. Enfin, pour découvrir sa future carrière, il découvre qu'il avait effectué avant l'opération chirurgicale une analyse psychologique sous substance psychotrope, qui révèle qu'il souhaite être un artiste peintre. La compagnie lui fournit alors une nouvelle identité, Antiochus Wilson, peintre diplômé d'une école d'art, qui a déjà réalisé plusieurs expositions, et qui habite à Malibu.
D'abord mal à l'aise avec cette nouvelle identité, il rencontre Nora, une femme avec qui il entame une relation. Cette relation lui permet de commencer à apprécier sa nouvelle vie. Mais lors d'une fête où il boit plus que de raison il trahit sa véritable identité auprès de ses invités qui se révèlent être dans le même cas que lui. Le lendemain, Charlie l'appelle et lui explique que Nora est une employée de la société qui lui a fait changer de vie.
Déstabilisé, Wilson va retrouver son ancienne femme en se faisant passer pour un ami de son défunt mari. Il se rend compte qu'il était déjà très loin d'elle lorsqu'il était à ses côtés. Sortant désabusé de cette entrevue, il demande à revenir au centre où il avait signé le contrat pour changer une nouvelle fois d'identité. On lui demande avec insistance de parrainer une personne qu'il connait, et pourrait devenir à son tour client de la compagnie, mais il n'indique personne. On le place dans une salle d'attente où il rencontre son ami Charlie qui était dans la salle d'attente pendant tout le temps de l'expérience de Wilson. Charlie est emmené pour quitter la salle d'attente.
Alors qu'il est en train de dormir, le créateur de l'entreprise vient le réveiller, et lui parle de l'échec de sa nouvelle vie, puis annonce abruptement qu'il doit aller en chirurgie. Il est placé sur un brancard où un aumônier l'accompagne durant son transfert au bloc opératoire pour lui lire ses derniers sacrements. Comprenant qu'il va servir de cadavre pour un autre client, il se fait attacher. Au bloc opératoire,  le Dr Innes, qui avait précédemment effectué la transformation originale d'Arthur, déplore froidement que cela se termine de cette façon, tout en expliquant que sa transformation était son meilleur travail. Le chirurgien prend ensuite connaissance de l'opération à mener, créer une hémorragie cérébrale qui aurait été causée par un accident de voiture. Alors qu'Arthur perd connaissance, il regarde la lumière chirurgicale, où il se souvient d'avoir joué avec sa petite fille sur la plage; l'image se déforme et perd de sa résolution à mesure qu'il meurt.

## Fiche technique
Sauf indication contraire, les informations mentionnées dans cette section peuvent être confirmées par la base de données cinématographiques IMDb,  présente dans la section « Liens externes ».
- Titre français : L'Opération diabolique (parfois Seconds - L'opération diabolique)
- Titre québécois : Opération diabolique
- Titre original : Seconds
- Réalisation : John Frankenheimer
- Scénario : Lewis John Carlino, d'après le roman Seconds de David Ely
- Directeur de la photographie : James Wong Howe
- Générique de début : Saul Bass
- Musique : Jerry Goldsmith
- Production :  John Frankenheimer et Edward Lewis
- Sociétés de production : Joel Productions Inc. et John Frankenheimer Productions en association avec Gibraltar Productions
- Distribution : Paramount Pictures (France, États-Unis)
- Pays d'origine : États-Unis
- Genre : science-fiction, drame
- Durée : 100 minutes
- Dates de sortie :
  - France : 16 mai 1966 (festival de Cannes - compétition officielle)
  - États-Unis : 2 octobre 1966
  - France : 12 avril 1967 (sortie nationale)
  - France : 16 juillet 2014 (version restaurée[1])

## Distribution
- Rock Hudson (VF : Jean-Claude Michel) : Antiochus « Tony » Wilson
- Salome Jens (VF : Jacqueline Ferrière) : Nora Marcus
- John Randolph (VF : Émile Duard) : Arthur Hamilton
- Will Geer (VF : Paul Villé) : le vieil homme
- Wesley Addy : John
- Jeff Corey (VF : Jean-Pierre Duclos) : monsieur Ruby
- Richard Anderson (VF : Lucien Bryonne) : le docteur Innes
- Murray Hamilton (VF : Marc de Georgi) : Charlie Evans
- Karl Swenson (VF : René Bériard) : le docteur Morris
- Khigh Dhiegh (VF : Henry Djanik) : Davalo
- Frances Reid (VF : Hélène Tossy) : Emily Hamilton
- Elisabeth Fraser : la blonde

## Production

### Genèse et développement
Le scénario est inspiré du roman Seconds de David Ely, publié en 1964.

### Attribution des rôles
John Frankenheimer est hésitant à choisir Rock Hudson pour le rôle principal. Il le trouve bien en dessous d'acteurs comme Laurence Olivier et Kirk Douglas, qu'il envisageait pour ce rôle. Mais les producteurs ne voulaient pas de Laurence Olivier, alors jugé peu bankable. Le réalisateur se laissera finalement convaincre pas l'agent de Rock Hudson, qui passera une audition. John Frankenheimer avouera finalement plus tard qu'il a parfaitement incarné le personnage[réf. à confirmer].
Initialement, un seul acteur devait incarner Arthur Hamilton et sa version « remodelée » Tony Wilson. L'idée de prendre deux acteurs différents est suggérée par Rock Hudson, qui ne se pensait pas assez convaincant pour les deux rôles et ne voulait jouer que Tony Wilson. Il parvient à convaincre John Frankenheimer. Ce dernier fait alors appel à John Randolph. Il n'avait plus tenu de rôle majeur dans un film depuis des années, après avoir été inscrit sur la liste noire de Hollywood regroupant des artistes soupçonnés de liens avec le parti communiste. Trois autres acteurs du films, Will Geer, Jeff Corey et Nedrick Young, ont eux aussi été inscrits sur cette liste[réf. à confirmer].
Evans Evans (en) et Leonard Nimoy ont décroché un rôle mais leur scène sera coupée au montage[réf. à confirmer].

### Tournage
Le tournage a lieu de juin à août 1965. Il se déroule en Californie — notamment à 
Malibu et Los Angeles (aéroport international de Los Angeles) — ainsi qu'à New York (Grand Central Terminal) et Scarsdale dans l'État de New York.
La maison offerte à Tony Wilson dans le film appartenait à l'époque au réalisateur, puis revendue après le tournage. La maison de Nora avait également été habitée un temps par le réalisateur[réf. à confirmer].

## Sortie
En compétition au Festival de Cannes 1966 (représentant le cinéma américain comme Le docteur Jivago) l'accueil du film est catastrophique, si bien que son réalisateur, qui tournait au même moment Grand Prix à Monte Carlo, refuse de se rendre à la conférence de presse et seul Rock Hudson y assiste.

## Accueil critique
L'année de sa sortie, Time écrit que le film parvient à donner aux actes les plus improbables un aspect d’horreur crédible mais regrette que la seconde partie du film s’apaise dans la fantaisie hollywoodienne conventionnelle.
Lors de sa ressortie en version restaurée en 2014, le film reçoit des critiques majoritairement positives. Pour Samuel Douhaire de Télérama, Seconds est un « film radical et méconnu, quasi invisible depuis sa sortie, désastreuse, en 1966. Dès le générique, signé par le virtuose Saul Bass, les très gros plans anamorphosés d'un visage en état de panique donnent le ton : c'est un cauchemar paranoïaque que va raconter le réalisateur d'Un crime dans la tête. Dès les premières séquences, le héros est traqué par la caméra, dans un monde qui semble vaciller autour de lui.... [..] C'est l'occasion pour le cinéaste de railler l'émergence de la contre-culture hippie à travers une scène délirante (et un peu longue) d'orgie bachique. Mais aussi de dénoncer les mirages du rêve américain : la nouvelle vie d'Arthur Hamilton est aussi superficielle, aussi contrainte, aussi angoissante que la première. Les cadrages déformants à la courte focale, le noir et blanc hyper contrasté et la musique dissonante de Jerry Goldsmith entretiennent le malaise. Jusqu'à la tétanisante scène finale, d'une violence inattendue. ».
De son côté, Le Monde parle d'un film aussi ambitieux qu'insolite porté par un jeux d'acteurs subtils.
Pour Vincent Ostria des Inrockuptibles, L'Opération diabolique est une « œuvre visuellement splendide à laquelle a œuvré une armada d'artisans géniaux (en dehors de Frankenheimer) : d'abord le chef opérateur James Wong Howe, virtuose légendaire du noir et blanc, ensuite Saul Bass, le meilleur designer de génériques, et enfin le compositeur Jerry Goldsmith. [...] Seconds, thriller prépsychédélique, dont l'apogée est une folle bacchanale nudiste, a la force et la classe de ces œuvres dissonantes des sixties, a priori juste insolites mais qui en fait flirtent éhontément avec la folie (comme Répulsion ou Docteur Folamour, par exemple). Un de ces cauchemars éveillés qui poussent jusqu’à l’incandescence la fonction primale du cinéma, qui est de figurer un rêve collectif, pour le meilleur et pour le pire. ».

## Distinctions
Sauf information contraire, les données contenues dans cette section peuvent être confirmer par Mubi.

### Festival
- 1966 : Festival de Cannes - Sélection officielle.
- 2020 : Beyond Fest - Sélection officielle.
- 2024 : Beyond Fest - Sélection officielle.

### Nomination
- 1967 : 
  - Oscars, James Wong Howe est nommé à l'Oscar de la meilleure photographie en noir et blanc.
  - Bambi, Rock Hudson est nommé dans la catégorie du meilleur acteur international.

### Conservation
En 2015, le film est sélectionné au National Film Registry par le National Film Preservation Board pour conservation à la Bibliothèque du Congrès aux États-Unis.

## Postérité et héritage
Malgré un accueil glacial au festival de Cannes 1966, L'Opération diabolique acquiert ensuite un statut de film culte. Le réalisateur s'en amusera plus tard « c'est le seul film, réellement, qui est passé d'échec à classique sans même avoir été un succès ». Le film est notamment inclus dans le livre 1001 films à voir avant de mourir[réf. à confirmer].
Grand admirateur de John Frankenheimer, Roger Avary a écrit un remake du film intitulé 2NDS. Le film, qui devait être réalisé par Jonathan Mostow, ne verra finalement jamais le jour[réf. à confirmer].